# Dostřel

Trajektorie projektilu - střela vystřelená z bodu y_{0} má dostřel d.

Dostřel je fyzikální veličina charakterizující (horizontální) vzdálenost, na kterou je určitá zbraň schopna dopravit daný projektil. Udává se v délkových jednotkách, nejčastěji v metrech (základní jednotka SI) a jeho násobcích, případně v anglosaských délkových jednotkách (yardy, míle).

## Výpočet
Níže je vzorec pro výpočet dostřelu pro případ, kdy místo výstřelu i místo dopadu leží v jedné horizontální rovině (ve fyzikální teorii také označován jako šikmý vrh), při zanedbání odporu vzduchu :
{\displaystyle d={\frac {v^{2}}{g}}\sin 2\theta },
kde {\displaystyle d} označuje dostřel, {\displaystyle v} počáteční, neboli úsťovou rychlost střely, tj. rychlost střely poté, co na ni přestaly působit „pohonné“ síly uvolněné výstřelem (u palných zbraní se měří u ústí, proto rychlost úsťová), {\displaystyle \theta } úhel mezi směrem výstřelu a podložkou (horizontální rovinou) a {\displaystyle g} tíhové zrychlení (v našich zeměpisných šířkách přibližně 9,81 m.s−2).
Pro výstřel z nějaké výšky nad zemí (viz obrázek) platí:
{\displaystyle d={\frac {v\cos {\theta }}{g}}\left(v\sin {\theta }+{\sqrt {(v\sin {\theta })^{2}+2gy_{0}}}\right)}
kde y0 je výška nad zemí, ze které se vystřelilo.

## Reálnost
Tyto vzorce jsou pouze ilustrativní, protože v reálných podmínkách působí na projektil výrazné odporové síly. Tyto síly redukují tabulkový dostřel o 40–60 %[zdroj?] v závislosti zejména na rychlosti střely (větší rychlost znamená větší odpor) a aerodynamice projektilu.

## Druhy dostřelů
Ve střelecké praxi se definuje více druhů dostřelů. Toto rozlišení je předmětem testových otázek při zkoušce odborné způsobilosti pro získání zbrojního průkazu.
- Maximální dostřel je největší dosažitelná vzdálenost dopadu střely při střelbě z určité zbraně s určitým druhem náboje. [1]
- Účinný dostřel je definován jako největší vzdálenost od zbraně, na níž lze efektivně vyřadit střelbou zvolený cíl. [1]

Je tedy logické, že účinný dostřel je vždy menší než dostřel maximální.
V lovecké praxi se dále rozlišuje účinný dostřel podle dalších kritérií, kterými jsou rozptyl střelby a ranivý účinek. Rozptylový účinný dostřel je dán jednak technickými omezeními, ale i osobními dovednostmi střelce. Podle toho se rozlišuje:

- rozptylový účinný dostřel
- ranivý účinný dostřel

Tyto pohledy potom vymezují dálku střelby pro mysliveckou praxi.

### Příklad hodnot účinných dostřelů v lovecké praxi
Pro lov vysoké zvěře kulovnicí a s vynecháním osobního vlivu konkrétního střelce jsou určeny tyto směrné hodnoty dostřelů: (předpokládá se jakostní zbraň a střelivo a dobrý střelec) 
- srnčí zvěř z volné ruky 60 m
- srnčí zvěř s oporou 125 m
- jelení zvěř z volné ruky 100 m
- jelení zvěř s oporou 200 m